# Rainbow S.p.A.
Rainbow S.p.A. (временно называлась Rainbow S.r.l.) — итальянская компания, специализирующаяся на производстве анимации, известная, прежде всего, популярнейшим мультсериалом «Клуб Винкс». Основана в 1995 году в Лорето. Основателем и генеральным директором является Иджинио Страффи.

## Фильмография

### Полнометражные мультфильмы
- Клуб Винкс: Тайна затерянного королевства (2007)
- Клуб Винкс: Волшебное приключение (2010)
- Гладиаторы Рима[итал.] (2012)
- Клуб Винкс: Тайна морской бездны (2014)

### Мультсериалы
- Томми и Оскар[итал.] (2000)
- Петрушка[итал.] (2002)
- Клуб Винкс (2003)
- Аллергия на монстров[итал.] (2005)
- Хантик: Искатели секретов[итал.] (2009)
- Волшебные Поппикси (2010)
- Мия и я (2011)
- Мир Винкс (2016)
- Королевская академия (2016)
- 44 котёнка[итал.] (2018)
- Клуб 57[итал.] (2019)